# Kin (smartphone)
Pour les articles homonymes, voir Kin.
Le Kin (souvent stylisé KIN) est une famille de smartphones conçue par Sharp Corporation et commercialisée par Microsoft en 2010 via Verizon Wireless, aux États-Unis seulement, et destinée aux utilisateurs de réseaux sociaux. Microsoft décrivait la cible de ces produits comme les hommes et femmes entre 15 et 30 ans. Après deux années de développement, pour un budget d'environ un milliard de dollars (comprenant notamment l'acquisition de Danger Incorporated), Kin rejoint la famille des Windows Phone et est présenté comme « proche cousin » de ces derniers. Le 12 avril 2010 Microsoft annonce deux modèles : le Kin ONE et le Kin TWO, basés sur Windows CE et tous deux disponibles à l'achat le 6 mai 2010 (en ligne) et le 13 mai 2010 (en magasin). En raison de mauvais chiffres de vente, Verizon cessa la commercialisation du produit fin juin 2010 et retourna les invendus à Microsoft. Les smartphones devaient sortir à l'automne en Europe via Vodafone, mais les projets de lancements furent abandonnés à la suite de l'échec sur le marché américain. Microsoft cessa de promouvoir le produit et cessa la production ; l'équipe de développement de KIN rejoignit celle de Windows Phone et en janvier 2011 le site Kin.com qui contrôlait une grande partie des fonctionnalités des smartphones était coupé. Les appareils non vendus furent mis à jour avec un logiciel dépourvu de fonctions sociales et web, puis remis à la vente via les boutiques Verizon en décembre 2011 en tant que « feature phone » édition limitée (sous les noms Kin ONEm et Kin TWOm).

## Historique

### Développement
D'après Wired, Kin est le résultat de deux ans de développement d'un projet baptisé « Pink » et dirigé par J. Allard. Pour le lancer, Microsoft achète Danger Incorporated en 2009 pour un montant estimé à 500 millions de dollars. En septembre 2009, une source de ZNet annonce que le projet amènera un ensemble entièrement neuf de logiciels et services (qui pourrait notamment inclure de la musique et des vidéos sous la marque Zune), peut-être à partir des fondations posées par un projet d'OS en Java que développait Danger Inc. avant son rachat.
Kin est développé au sein de la division Premium Mobile Experiences (PMX) de Microsoft par un groupe d'anciens employés de Danger Inc. Dans un premier temps, les constructeurs sont enthousiasmés par le projet, et beaucoup veulent en faire partie. D'après Engadget, les rivalités et les jalousies entre cadres sont fortes autour du projet : Andy Lees (Senior Vice President de Windows Phone) parvient ainsi à prendre le contrôle du projet au détriment de J. Allard, et à l'intégrer dans sa division. Il veut notamment se débarrasser de la base Java fournie par Danger Inc. pour lui substituer le système maison développé par Microsoft ; finalement, les délais de développement de Windows Phone font que le Kin tourne sur une version modifiée de Windows CE. D'après Engadget, Andy Lees manquait d'enthousiasme pour le projet Kin ; pourtant Microsoft passa plus de deux ans à le développer, avant son lancement en 2010.

### Dévoilement
Le dévoilement du Kin commence quand l'entreprise convie plusieurs journalistes à un événement mystère à San Francisco le 12 avril 2010, avec un carton « It's time to share » (« il est temps de partager »). Quelques heures plus tard une source confirme que l'événement porte sur le projet Pink. Il se déroule dans un night club appelé « Mighty » et consiste en une présentation des deux Kin donnée par Robbie Bach, président de la branche « Entertainment & Device » de Microsoft. Au moment du lancement, une polémique a lieu autour d'une des publicités des Kin, montrant un adolescent qui envoie une photo de sa poitrine à une jeune fille : le Consumer Report dénonce alors une promotion implicite de la sexting et du harcèlement sexuel. En réaction, Microsoft supprime la portion de vidéo concernée.

### Interruption
Le Kin connaît de très faibles chiffres de vente ; dans le New York Times, les cadres de Microsoft se disent consternés par le peu de promotion mise en place par Verizon Wireless. Après seulement 48 jours sur le marché, la ligne de produits Kin en est retiré le 30 juin. À la mi-juillet 2010, Verizon retourne tous ses invendus à Microsoft. Le lancement planifié en Europe avec Vodafone est aussi annulé. L'analyste Rob Enderle considère dans eWeek que le Kin était une erreur depuis le début : 

« Le temps supplémentaire qu'ils ont pris pour faire passer le Kin depuis la plateforme de Sidekick à Windows CE a donné au produit un an et demi de retard sur le marché, et la fusion a probablement ajouté une autre année et demie. Il y a donc un retard compris entre 1,5 et 3 ans en fonction de la date à laquelle on commence à compter. »

En novembre 2012, des vidéos fuitent sur Internet qui montrent qu'avant même la sortie des Kin, les tests auprès d'utilisateurs étaient très négatifs,.

### Retour
Le 18 novembre 2010, Verizon Wireless annonce sur son site internet le retour des Kin ONE et Kin TWO sur le marché avec un nouveau système d'exploitation qui en fait des feature phones (un compromis entre simple téléphone et smartphone), et de nouveaux noms : Kin ONEm et Kin TWOm. Les deux modèles n'ont plus besoin du site Kin.com pour fonctionner, ce qui les dispense du recours à un forfait données. Les nouvelles versions des téléphones arrivent en boutique en décembre de la même année. En dehors des noms et des fonctionnalités, les prix ont aussi changés : le Kin ONEm passe de 50 dollars à 0, et le Kin TWOm de 100 à 50 (avec engagement sur 2 ans). Avec leur nouvel OS, les deux appareils perdent de nombreuses fonctions comme Kin Loop, Kin Spot et Kin Studio ; il est cependant possible de les faire « downgrader » vers le logiciel précédent en maintenant appuyées les touches r, b et le bouton d'alimentation au moment d'allumer l'appareil (ce qui efface aussi les données et les préférences). Avec la fin du site Kin en janvier 2011, toutes les images et autres informations stockées sur le site sont supprimées ; pour dédommager ses utilisateurs, Verizon leur offre un smartphone 3G.